# Sabine Poschmann
Sabine Poschmann (nascida em 4 de outubro de 1968) é uma política alemã do Partido Social Democrata (SPD) que actua como membro do Bundestag pelo estado da Renânia do Norte-Vestfália desde 2013.

## Carreira política
Poschmann tornou-se membro do Bundestag nas eleições federais alemãs de 2013, representando Dortmund. Ela é membro da Comissão de Assuntos Económicos e Energia.

## Outras actividades
- Fórum Empresarial do Partido Social Democrata da Alemanha, Membro do Conselho Consultivo Político (desde 2020)[3]